# Heron Lake
Heron Lake è una città degli Stati Uniti d'America, situata in Minnesota, nella contea di Jackson.